# Itochu
Itochu Corporation (伊藤忠商事株式会社, Itōchū Shōji Kabushiki-gaisha) é uma empresa do Japão, baseada em Umeda,Kita-ku, Osaka e Aoyama, Minato.

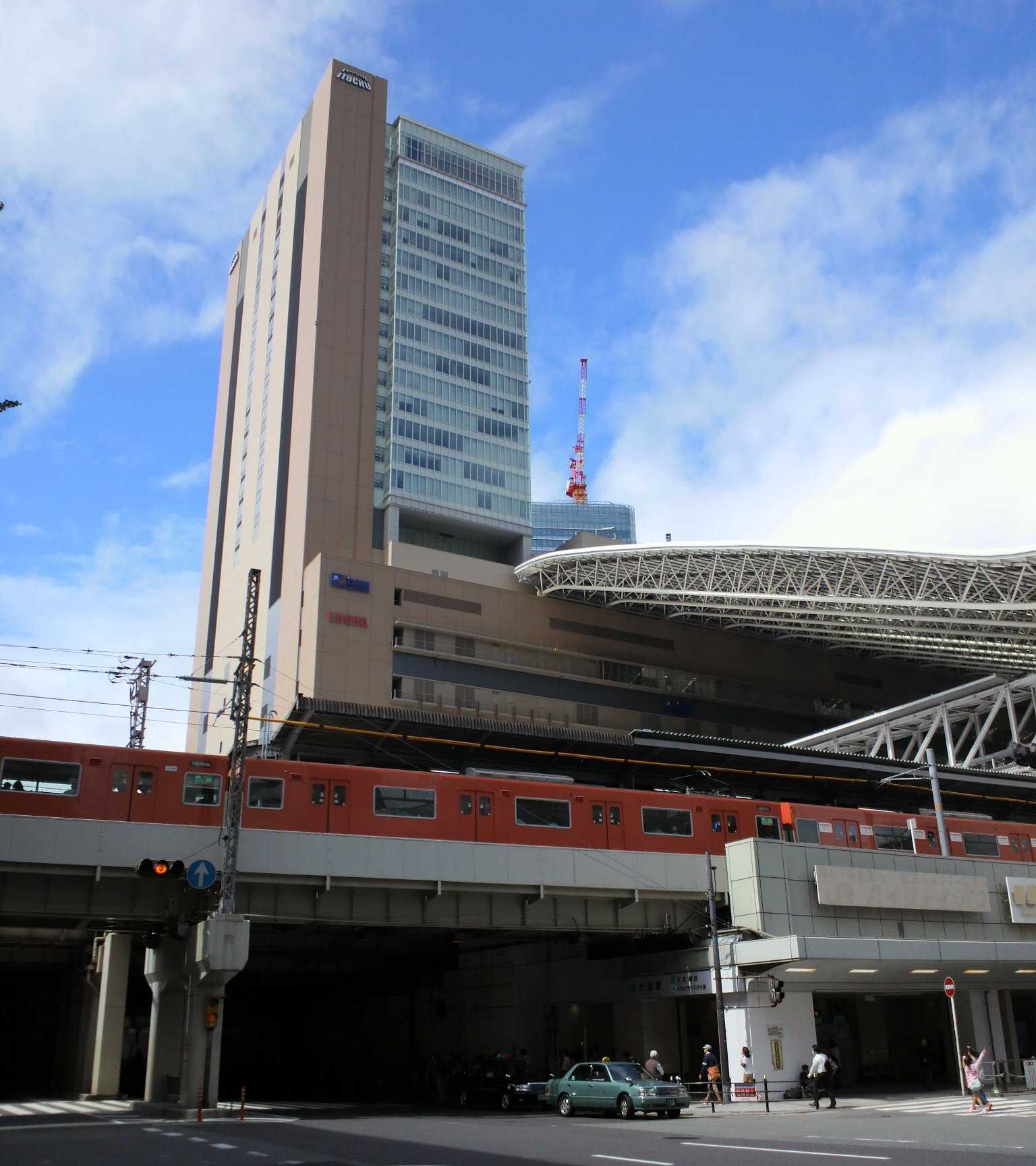
Torre de escritórios do edifício do portão norte

Itochu é a terceira maior empresa japonesa, depois da Mitsubishi Corporation e Mitsui & CO.
Entre tradings japonesas, distingue-se por não ser descendente de um grupo histórico chamado zaibatsu, mas pela força de seus negócios têxteis e pela força de suas operações na China. Possui seis principais divisões operacionais especializadas em produtos têxteis, metais/minerais, alimentos, maquinário industrial, produtos químicos/energia, produtos gerais/imobiliário, TICs e finanças empresariais.
Itochu foi ranqueada na posição de número 174 na lista de empresas Fortune Global 500.
No Brasil e no restante da América Latina, seus executivos representavam os interesses comerciais da Nintendo, antes da formação da Playtronic, a parceria entre a empresa japonesa de jogos com a Estrela e a Gradiente. Ainda em 1991, chegou a participar ativamente da introdução de produtos da Nintendo no Brasil. Foi responsável pela introdução experimental do Game Boy no país, em outubro de 1991.
Em agosto de 2014, a Bunge comprou cotas da JB BioEnergy da holding japonesa Itochu Corporation referente a 20% do capital social das usinas Agroindustrial Santa Juliana e Pedro Afonso Açúcar e Bioenergia. As duas usinas têm foco na produção do açúcar e etanol.